# Isla Traiguén
La isla Traiguén es una isla de Chile perteneciente al archipiélago de los Chonos. Situada en el extremo sur de la costa oriental del canal Moraleda. Tiene una superficie de 520,2 km², que la convierten en la 28ª isla mayor de Chile.
Administrativamente, pertenece a la provincia de Aysén en la Región de Aysén.

## Geografía
Es una isla de forma bastante irregular, con un gran entrante en la costa sur. Situada muy próxima al continente, tiene los siguientes límites:
- al norte, la isla Renaico
- al este, el canal Costa
- al sur, la isla Figueroa.
- al oeste, el canal Errázuriz, cuyas aguas la separan de las islas Quemada, Luz y Humos;